# (8104) Kumamori
(8104) Kumamori est un astéroïde de la ceinture principale.

## Description
(8104) Kumamori est un astéroïde de la ceinture principale. Il fut découvert le 19 janvier 1994 à Ōizumi par Takao Kobayashi. Il présente une orbite caractérisée par un demi-grand axe de 3,03 UA, une excentricité de 0,08 et une inclinaison de 9,5° par rapport à l'écliptique.

## Compléments